# Two People
Singles de Tina Turner
Typical Male
(1986) Girls
(1986)
Pistes de Break Every Rule
What You Get Is What You See
(2) Till the Right Man Comes Along
(4)
Two People est une chanson de Tina Turner, issue de son sixième album studio Break Every Rule. Elle sort le 27 octobre 1986 en tant que deuxième single de l'album.

## Histoire
Comme de nombreux titres de Tina Turner, Two People est écrit par Graham Lyle et Terry Britten. Il est produit par ce dernier qui a également produit la plupart des titres de l'album Break Every Rule.
La chanson atteint le Top 10 en Allemagne et en Suisse et le Top 20 en Autriche, aux Pays-Bas et dans deux classements du Billboard américain.

## Versions
- Album version – 4:09
- Dance mix – 8:24
- Dub Mix – 7:00
- Tender Mix – 7:15

## Classements
| Classement (1986-1987)                 | Meilleure position |
| -------------------------------------- | ------------------ |
| Allemagne (Media Control AG)           | 10                 |
| Autriche (Ö3 Austria Top 40)           | 19                 |
| Belgique (Flandre Ultratop 50 Singles) | 28                 |
| Canada (Top Singles)                   | 53                 |
| Canada (Adult Contemporary Tracks)     | 9                  |
| États-Unis (Hot 100)                   | 30                 |
| États-Unis (Adult Contemporary)        | 12                 |
| États-Unis (R&B/Hip-Hop Songs)         | 18                 |
| (European Hot 100 Singles)             | 13                 |
| (IRMA)                                 | 23                 |
| Italie (FIMI)                          | 10                 |
| Nouvelle-Zélande (RMNZ)                | 41                 |
| Pays-Bas (Nederlandse Top 40)          | 20                 |
| Royaume-Uni (UK Singles Chart)         | 43                 |
| Suisse (Schweizer Hitparade)           | 10                 |